# Môle (poisson)
Mola mola · Poisson-lune
Pour les articles homonymes, voir Mole et Poisson lune.
Vous lisez un « bon article » labellisé en 2009.
Espèce
La Môle ou Poisson-lune (Mola mola) est une espèce de poissons de la famille des Molidae. Sa masse dépasse communément la tonne et peut atteindre 2 744 kilogrammes,, ce qui en fait le plus lourd de tous les poissons osseux. On la trouve dans les eaux tropicales et tempérées tout autour du monde. C'est un animal à la tête proéminente, sans queue et latéralement aplati. Nageoires dorsale et anale comprises, une môle peut être aussi haute que longue.
La môle se nourrit principalement de méduses qu'elle consomme en grandes quantités en raison de leur faible valeur nutritionnelle. Une ponte peut compter jusqu'à 300 millions d'œufs, plus que n'importe quel autre vertébré connu. Le fretin de môle ressemble à un petit poisson-hérisson. Il possède de grandes nageoires pectorales et caudale. Son corps est recouvert d'épines qui disparaissent à l'âge adulte.
Les môles adultes ont peu de prédateurs, si ce n'est les lions de mer, les orques ou les requins. L'homme, dans certaines parties du monde, la considère comme un mets délicat comme au Japon ou à Taïwan, mais la commercialisation de sa chair est interdite dans l'Union européenne. Elle se retrouve fréquemment, par accident, prise dans des filets. Il lui arrive aussi de consommer par erreur des déchets flottants, comme des gobelets, des sacs ou des ballons en plastique, qui peuvent entraîner sa mort.
Membre de l'ordre des Tetraodontiformes qui comprend les Tetraodontidae, les Diodontidae et les Monacanthidae, la môle partage nombre de traits communs aux membres de ces familles. Elle fut même classée comme Tetraodon mola, une espèce du genre Tetraodon de la famille des Tetraodontidae. Finalement, la môle a été classée avec la Mola ramsayi dans un genre propre — Mola — dont elle est l'espèce type.

## Description

### Morphologie générale

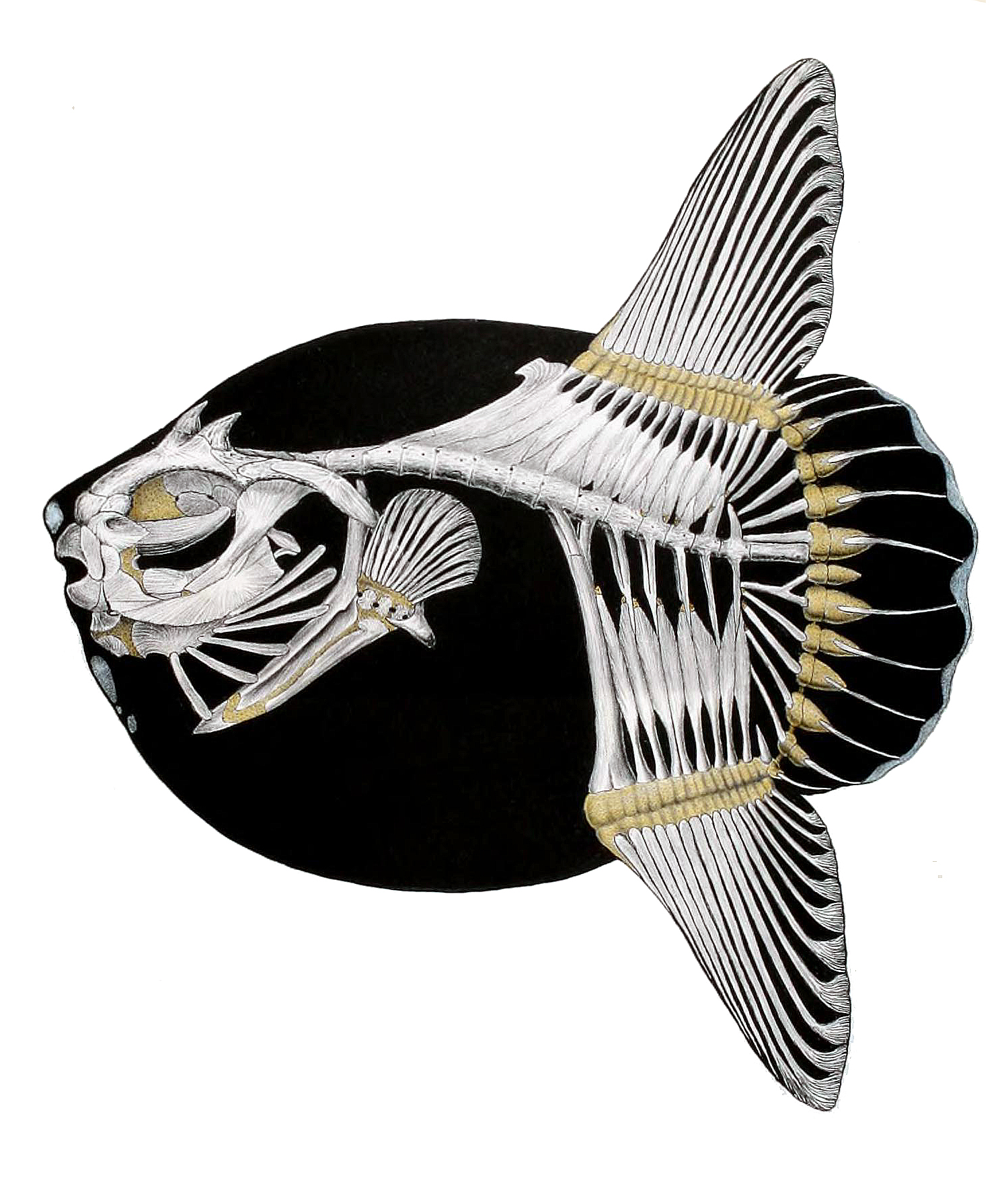
Squelette d'une Môle.

La môle ressemble à une tête de gros poisson sans queue. La forme de sa nageoire caudale lui donne son allure assez particulière. C'est un poisson plat dans la largeur, ovoïde vu de face. Les nageoires pectorales sont petites par rapport aux nageoires dorsale et anale. La hauteur de ces dernières peut presque doubler celle de la môle. Le plus grand spécimen connu mesure 3,20 mètres de hauteur.
La môle a une longueur moyenne de 1,80 mètre et une masse moyenne de 1 000 kg. En décembre 2021, devant Horta, aux Açores, un spécimen de 3,60 mètres de diamètre et pesant 2 744 kg, a été pêché. La colonne vertébrale de la môle contient peu de vertèbres et est plus courte que celle d'autres poissons du fait de la forme de son corps. La moelle épinière d'une môle fait en moyenne 2,10 mètres de long pour un diamètre de 25 millimètres. Bien qu'elle appartienne à la lignée des Osteichthyes, poissons osseux, son squelette contient une part importante de tissus cartilagineux, plus légers que de vrais os, qui lui permettent d'atteindre cette grande taille,[réf. incomplète]. Sa croissance ne s'arrête jamais : plus elle mange, plus elle grandit.
La môle n'a pas de vessie natatoire. Certaines sources indiquent que les organes internes de l'animal contiennent une concentration de neurotoxine et tétrodotoxine comme les organes d'autres Tetraodontiformes toxiques comme le fugu, par exemple. D'autres contestent néanmoins cela.

### Nageoires

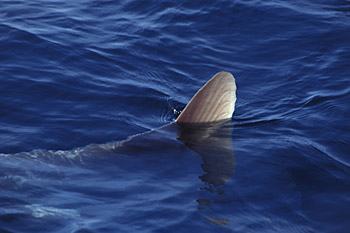
Dépassant de la surface, la nageoire dorsale de la môle lui vaut parfois d'être prise pour un requin.

Au long de son évolution, la nageoire caudale de la môle a disparu pour être remplacée par une pseudo-queue appelée clavus. Cette structure est formée à la convergence entre les nageoires dorsale et anale,. Sans une véritable queue pour permettre une poussée vers l'avant et avec seulement des petites nageoires pectorales, la môle utilise ses longues et minces nageoires dorsale et anale pour la propulsion en les faisant bouger d'un côté à l'autre.
La môle nage souvent près de la surface où sa nageoire dorsale émergée fait penser à celle d'un requin. Il est néanmoins possible de la différencier de celle des requins en observant ses mouvements. Les requins, comme la plupart des poissons, nagent en remuant leur queue et l'arrière de leur corps de gauche à droite tandis que leur nageoire dorsale avance en ligne droite. Les môles, quant à elles, font bouger leurs nageoires dorsale et anale, ce qui donne un mouvement de godille caractéristique qui permet d'identifier la môle.

### Peau

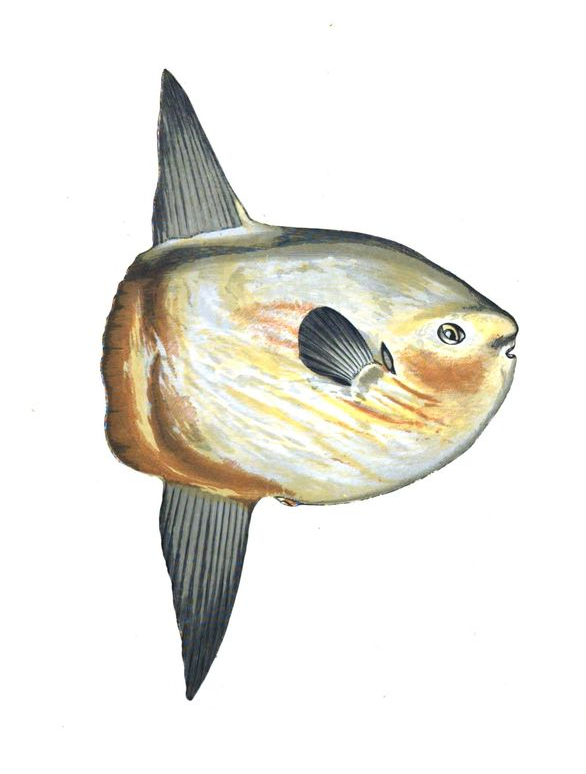
Môle commune.

La couleur de la môle adulte varie entre gris argenté et blanc, avec une large palette de peaux tachetées, des taches parfois concentrées dans une région spécifique. La coloration est souvent plus sombre sur la surface dorsale, s'éclaircissant vers la zone ventrale, ce qui forme un camouflage en ombre inversée. La môle a la capacité de faire varier la couleur de sa peau du clair au sombre, notamment en cas d'attaque d'un prédateur. La peau, qui contient beaucoup de collagène réticulé, peut être d'une épaisseur allant jusqu'à 7,6 centimètres sur la surface ventrale et elle est couverte de pointes et d'une couche de mucus au lieu d'écailles. La peau sur le clavus est plus douce que celle sur le corps, qui peut être aussi rugueuse que du papier de verre.
Plus de 40 espèces de parasites peuvent vivre sur et sous la peau de la môle, ce qui lui fait rechercher le soulagement par bien des manières,. Dans les régions tempérées, elle passe par les champs de laminaires qui hébergent des poissons nettoyeurs et d'autres poissons qui retirent les parasites de sa peau. Dans les régions tropicales, la môle sollicite les poissons nettoyeurs des récifs. En exposant ses flancs à la surface, la môle permet aussi aux oiseaux marins de se nourrir des parasites de sa peau. Il a été rapporté que les môles pouvaient faire des sauts de plus de 3 mètres au-dessus de la surface de l'eau à la manière des baleines, ce qui serait également un effort pour déloger les parasites de son corps,.

## Alimentation
Comme la tortue luth, la môle s'alimente principalement de méduses : en utilisant des modèles bioénergétiques, il est estimé qu'un individu moyen de 121 kg ingère 71 kg de méduses tous les jours pour couvrir ses besoins en énergie, la méduse étant peu calorique. Elle consomme aussi des Salpidae, des cténophores, du zooplancton, des calmars, des crustacés, des petits poissons, des alevins et des zostères. Cette alimentation étant pauvre en nutriments, la môle doit en consommer en grandes quantités. Elle trouve sa nourriture à des niveaux très variés, de la surface aux eaux profondes et occasionnellement au niveau des fonds océaniques dans certaines zones.
La môle peut avaler et cracher des jets d'eau par sa petite bouche pour désorienter les proies au corps mou. Ses dents sont disposées dans une structure ressemblant à un bec, ce qui lui permet de casser les organismes plus solides. En plus de cela, des dents pharyngiennes, situées dans la gorge, déchiquètent la nourriture en petits morceaux avant de la faire passer dans l'estomac.

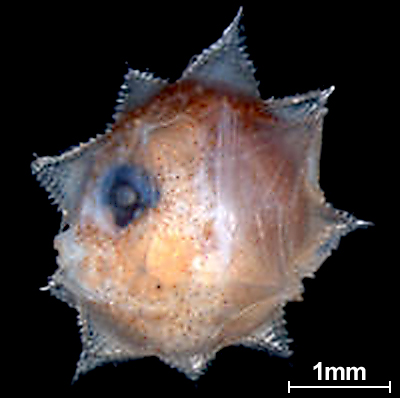
Fretin de môle recouvert de pointes appelées à disparaître au cours de son développement.

## Cycle de vie
La môle peut vivre jusqu'à dix ans en captivité mais son espérance de vie à l'état sauvage n'a pas encore été déterminée. Sa vitesse de croissance est aussi inconnue. Néanmoins, on sait, grâce à l'observation de jeunes spécimens de l'aquarium de la baie de Monterey, qu'elle peut passer de 26 à 399 kilogrammes pour une taille de 1,80 mètre en quinze mois.
La forme plate et la peau épaisse d'un spécimen adulte dissuadent de nombreux petits prédateurs mais les plus jeunes spécimens sont vulnérables aux attaques du thon rouge et du coryphène. Les adultes sont consommés par les lions de mer, les orques et les requins, lesquels déchirent leurs nageoires et secouent leur corps, les abandonnant parfois agonisantes. Leurs cadavres peuvent être consommés par les étoiles de mer Patiria miniata.
Les pratiques d'accouplement de la môle sont mal connues mais on pense qu'il y a des frayères dans l'Atlantique nord, l'Atlantique sud, le Pacifique nord, le Pacifique sud et l'océan Indien. Les femelles peuvent produire 300 millions d'œufs par ponte, plus que n'importe quel autre vertébré connu. Les œufs de môles sont libérés dans l'eau et fécondés à l'extérieur par le sperme.
Les larves de môles mesurent 2,5 millimètres. Elles grandissent pour devenir du fretin et atteindront leurs proportions adultes en multipliant par des milliers leur taille originelle. Le fretin de môle a de larges nageoires pectorales, une nageoire caudale et un corps entouré d'épines qui disparaissent lors de la croissance et qui font alors ressembler la môle à des petits poisson-hérissons,. Afin de se protéger, les jeunes môles vivent en banc, instinct grégaire qu'elles perdent en grandissant.

## Répartition

Zone de répartition de la môle.

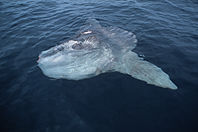
Môle au soleil, près de la surface.

Les môles naissent dans les eaux tempérées et tropicales de chaque océan du monde. Le génotype de la môle varie beaucoup entre les spécimens de l'Atlantique et du Pacifique mais les différences génétiques entre les spécimens de l'hémisphère nord et l'hémisphère sud sont minimes.
Les môles vivent dans la zone pélagique et nagent à des profondeurs allant jusqu'à 600 mètres. À l'inverse de la perception générale qui suggère que la môle passe la plupart de son temps à la surface de l'eau (parce que c'est là que les humains l'aperçoivent), les recherches suggèrent que les môles adultes passent en réalité la plus grande partie de leur vie là où abondent leurs proies, dans la zone photique épipélagique et mésopélagique, à des profondeurs allant de 2 à 200 mètres de profondeur.
Les môles restent généralement dans des eaux chaudes de plus de 10 °C. Un séjour prolongé dans des eaux dont la température est inférieure à 12 °C peut désorienter l'animal et causer sa mort. Des chercheurs ont émis une théorie selon laquelle la tendance de la môle à exposer son plus large côté au soleil en surface agirait comme une sorte de rechargement thermique qui lui permettrait ensuite de descendre dans les eaux profondes et froides,. La présence de la môle a été rapportée dans des eaux plus froides au large de l'Angleterre, en dehors de sa zone de répartition habituelle, ce qui a été interprété par certains comme un signe du réchauffement des eaux.

## Étymologie et dénomination

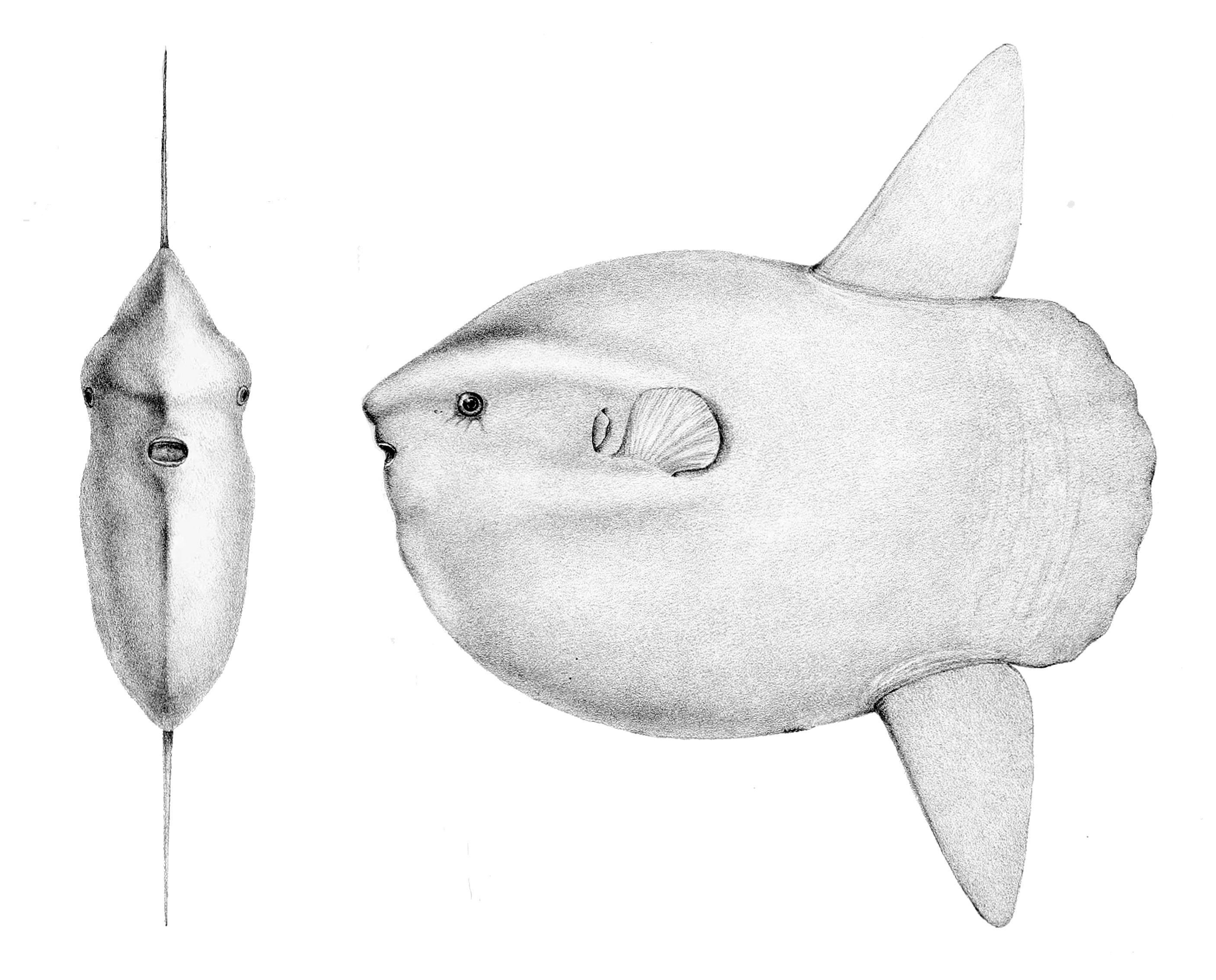
Face et profil d'une Môle.

La plupart des noms de la môle se rapportent à sa forme particulière.
Le terme « môle » dérive probablement du latin mola qui désigne une « meule » ou une grosse pierre. Cette espèce devrait donc son nom à sa couleur grise, sa texture rugueuse et son corps arrondi[réf. nécessaire].
En raison de sa forme discoïdale, de son tégument argenté, de sa capacité à refléter la lumière et de son habitude de nager près de la surface, notamment la nuit, la môle est aussi appelée en anglais sunfish ou moonfish, ce dernier terme existant aussi en catalan (peix lluna), danois (månefisk), espagnol (pez luna), grec (φεγγαρόψαρο), italien (pesce luna), néerlandais (maanvis), norrois (holdhal), portugais (peixe lua), roumain (peste-luna), russe (рыба-луна) et allemand (Mondfisch), mais dans cette dernière langue, elle est aussi nommée Schwimmender Kopf (« tête nageante »), comme en polonais (samogłów soit « tête seule »). La môle prend régulièrement des bains de soleil à la surface de l'eau, d'où son nom anglais de ocean sunfish[réf. nécessaire]. 

## Taxinomie
La môle a plusieurs noms binomiaux obsolètes et synonymes et était originellement classée dans le genre des Tetraodon en tant que Tetraodon mola,. Désormais, elle possède son propre genre, Mola, qui concerne deux espèces : Mola mola (la môle) et Mola ramsayi. Ce genre appartient à la famille des Molidae, qui compte trois genres : Mola, Masturus et Ranziana. Les Molidae appartiennent à l'ordre des Tetraodontiformes, qui est formé des Tetraodontidae, Diodontidae et des Monacanthidae. Les membres de cet ordre possèdent de nombreux traits communs, comme les quatre dents fuselées qui donnent à leur bouche un aspect de bec caractéristique et auquel l'ordre doit son nom (tetra = quatre, odous = dent et forma = forme). Les alevins de môle, dont le corps est recouvert de piquants, ressemblent d'ailleurs davantage aux Diodontidae qu'à la môle adulte[réf. nécessaire].

## Menaces
Malgré leur taille, les môles ne présentent aucun danger pour l'être humain. On en trouve communément sur certains sites de plongée fréquentés où elles s'habituent à la présence des plongeurs. En fait, la môle est plus une menace pour les plaisanciers que pour les nageurs ; sa taille et son poids peuvent lui faire causer des dégâts significatifs lors de collisions avec des bateaux de plaisance ou avec des hélices de bateaux de grande taille,.
Les môles sont fréquemment prises au piège dans des filets de pêche. Elles représentent même 30 % du total des prises lors de la pêche au filet de traine de l'espadon en Californie. Ce pourcentage monte entre 71 % et 90 % pour la pêche de l'espadon en Méditerranée,. La pêche à la môle n'est règlementée nulle part dans le monde. Dans certains endroits, les pêcheurs leur coupent les nageoires car ils les considèrent comme des voleurs de prises potentielles, ce qui entraîne leur mort.
Les môles sont également menacées par les déchets flottants tels que les sacs plastiques, qui ressemblent aux méduses, leur aliment principal. Avalés par mégarde, les sacs plastiques peuvent étouffer les môles ou remplir leur estomac jusqu'à les faire mourir de faim.
Des recherches récentes révèlent une diminution de la population mondiale de môles, vraisemblablement causée par un nombre trop élevé de prises liées à la pêche.

## La môle et l'Homme

### La môle dans la culture

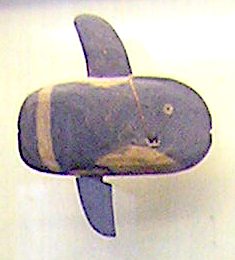
Môle représentée par l'art traditionnel aïnou.

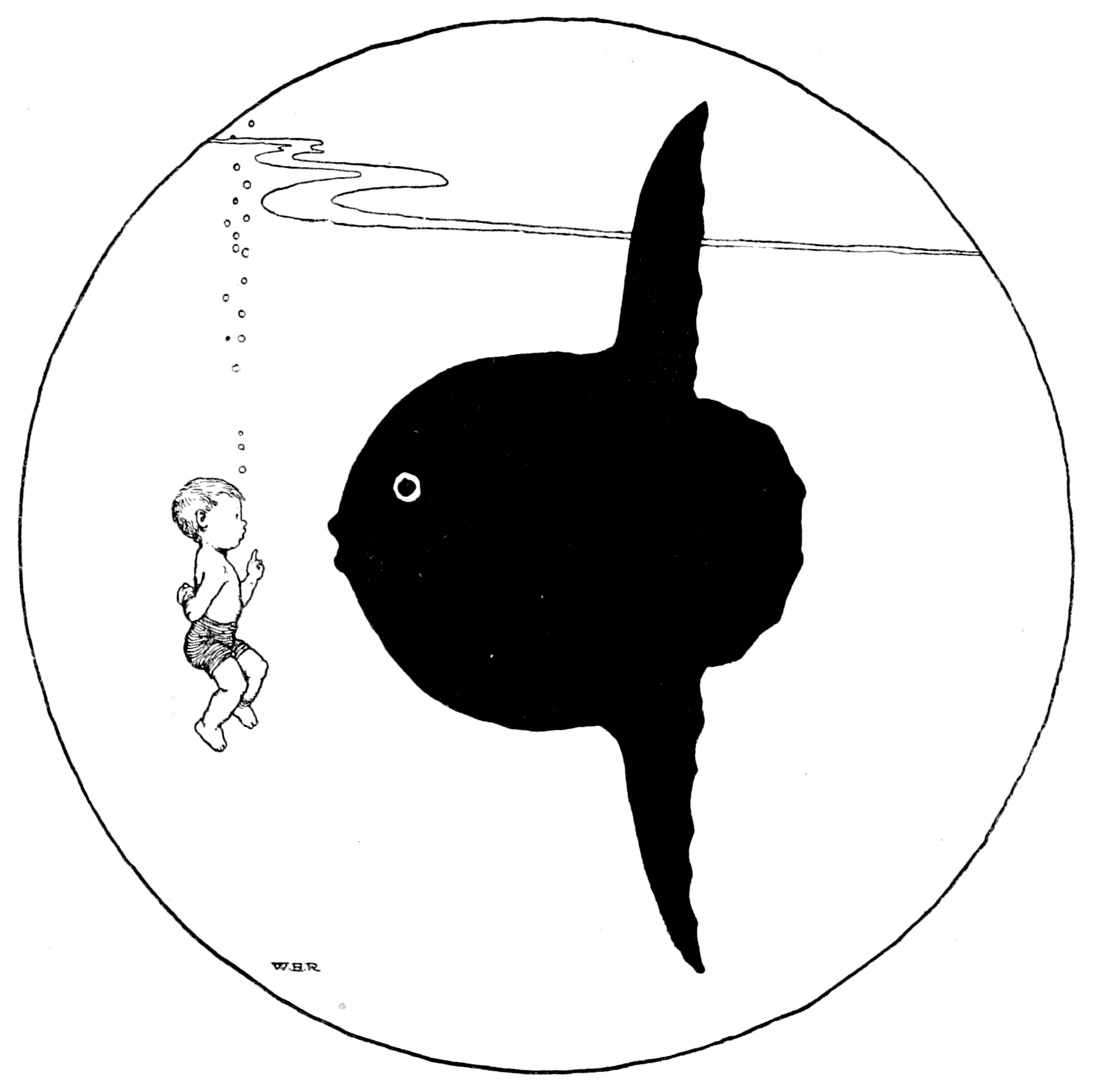
Le poisson-lune du conte de Charles Kingsley (1863), The Water-Babies, A Fairy Tale for a Land Baby (p. 127).

Considérée comme de bon augure dans l'océan Pacifique, la môle est en outre employée en médecine traditionnelle chinoise. Les Taïwanais la brocardent comme « miroir errant renversé » parce qu'elle est penchée quand elle prend ses bains de soleil. À Taïwan, la môle est la « mascotte » du comté de Hualien, où on l'appelle « poisson mambo » en référence à la danse ondulée mambo que rappellent ses mouvements de nageoires.[réf. nécessaire]

### Consommation

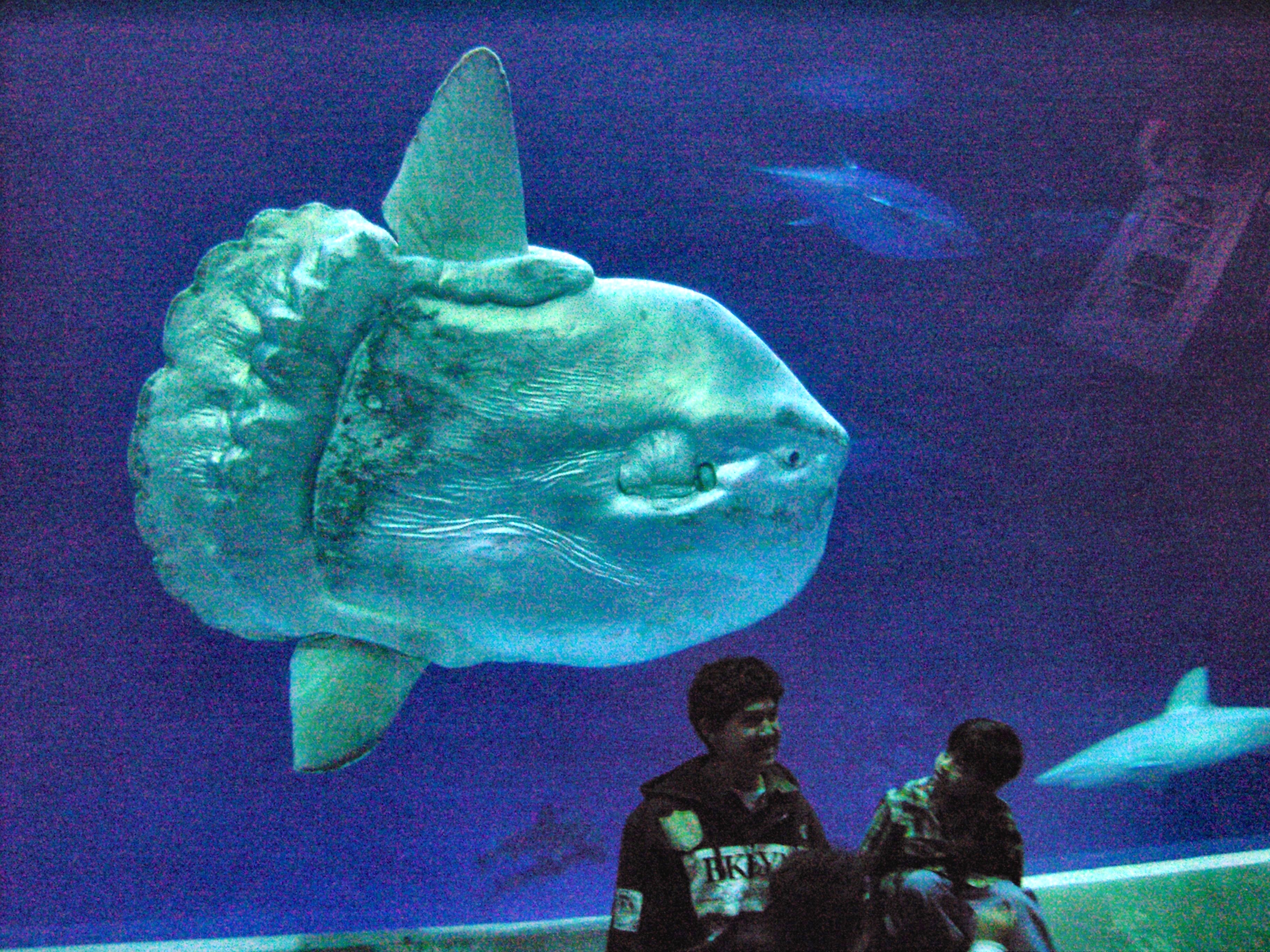
Tailles comparées de la môle et de l'être humain à l'Aquarium de la baie de Monterey.

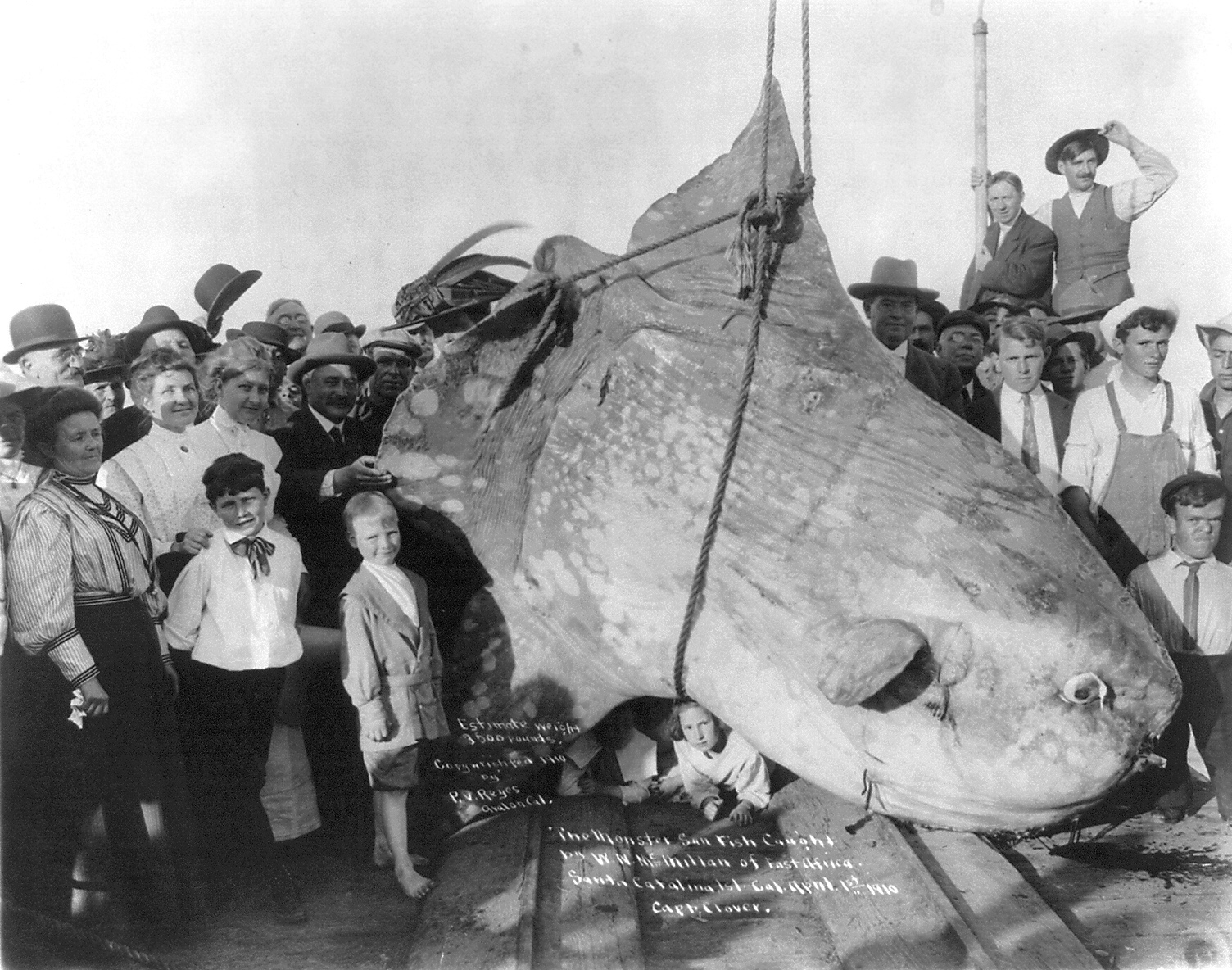
Môle pêchée en 1910, d'une masse estimée à une tonne et demie.

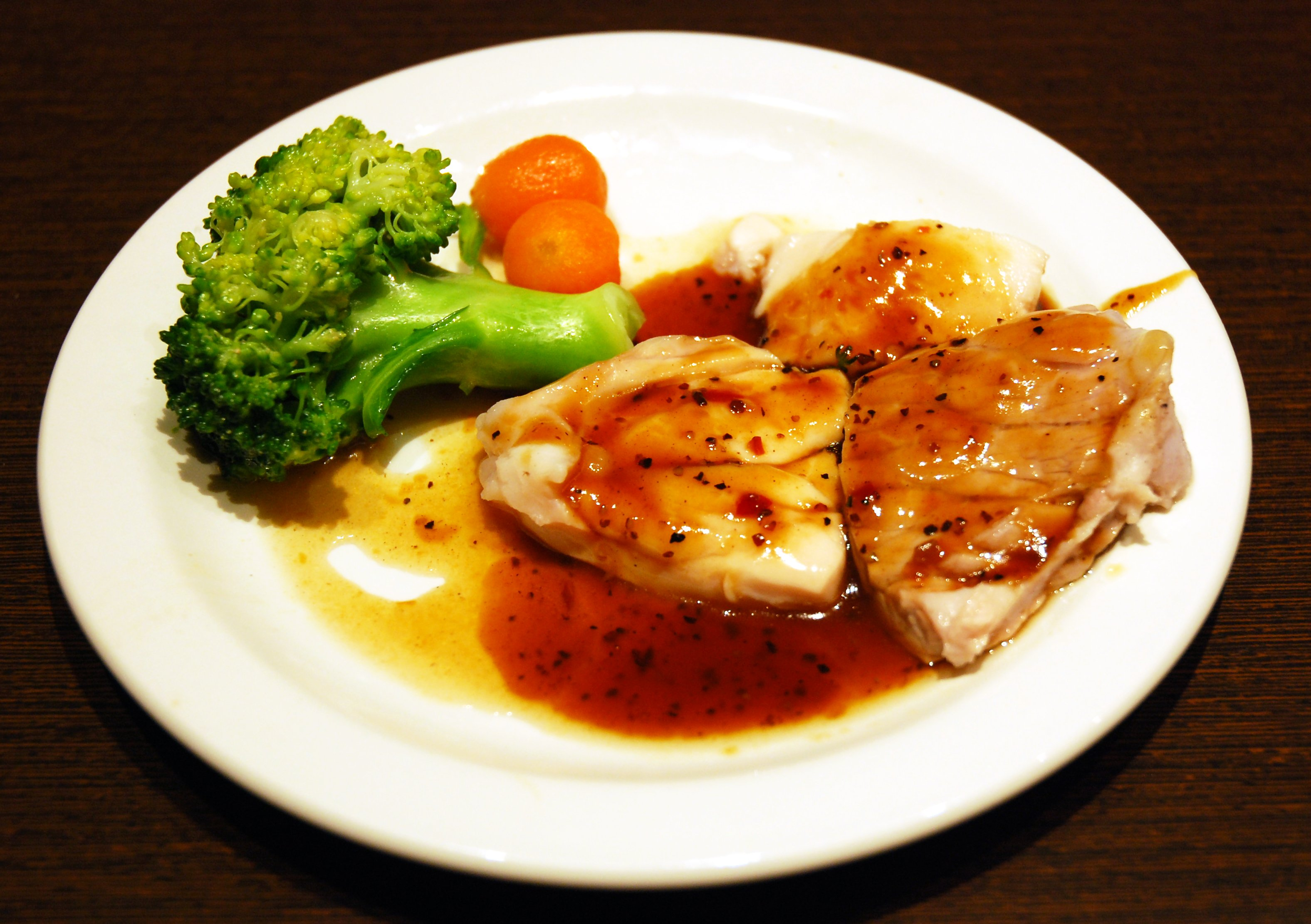
Plat à base de chair de môle.

Toutes les parties de la môle sont comestibles, des nageoires aux organes internes. Certaines parties sont d'ailleurs utilisées en médecine traditionnelle chinoise. La chair de môle est un mets apprécié dans certaines régions, les plus grands marchés étant Taïwan et le Japon. La vente de sa viande est cependant interdite dans l'Union européenne notamment pour des questions d'hygiène,.

### Études et mises en captivité
De nombreux aspects de la biologie de la môle restent mal compris et des recherches sont faites pour étudier l'animal, notamment des campagnes de recensement grâce à des prises de vue aériennes, des campagnes de surveillance par images satellite,, l'analyse génétique des tissus ou encore la collecte de données d'observation effectuées par des amateurs.
Les suivis aériens de la mégafaune marine montrent que cette espèce ne fréquente que les endroits où les méduses pullulent, faisant de la môle un bioindicateur d'abondance des méduses.
Les môles ne sont pas très présentes dans les expositions en aquariums, en raison de leur taille et des soins particuliers qu'elles requièrent. Cependant, certains aquariums japonais en présentent. L'aquarium Kaiyukan d'Osaka présente quelques môles qui sont une attraction aussi populaire que le requin-baleine. L'aquarium de Barcelone, l'Oceanogràfic de Valence et le bassin principal du Pavillon des Océans à Lisbonne présentent aussi des môles.
La première môle en aquarium des États-Unis est arrivée en août 1986 à l'aquarium de la baie de Monterey. Comme il s'agissait de la première captivité de si grande ampleur à l'époque, l'équipe de l'aquarium fut contrainte d'innover en créant ses propres méthodes de capture, d'alimentation et de contrôle des parasites. En 1998, l'aquarium parvint à conserver un spécimen pendant plus d'un an avant de le relâcher, car son poids avait été multiplié par quatorze. Des môles sont désormais présentes en permanence au sein de l'exposition d'Outer Bay.
Les aquariums doivent mettre en place des méthodes de prévention afin que les môles ne percutent pas les parois de leurs bassins. Dans de petits aquariums, on peut par exemple placer un rideau de vinyle pour arrondir artificiellement les parois. Il faut, sinon, de grands bassins afin que l'espace soit suffisant pour permettre à la môle de faire de larges cercles. Le bassin doit être aussi suffisamment profond pour lui permettre de se mouvoir, étant donné qu'elle est aussi longue que haute (jusqu'à 3,20 mètres). La môle peut être nourrie depuis une perche ou à la main.

### Vidéographie
- Vidéo subaquatique d'une môle de très grande taille (sur le site du Dailymail), et photos d'un lion de mer mangeant une môle.

### Radiographie
- Bruno David, « Un poisson indolent », sur France Culture, 29 décembre 2021.